# Renato Benaglia
Renato Benaglia (Valeggio sul Mincio, 24 marzo 1938 – Firenze, 1º febbraio 2023) è stato un calciatore e allenatore di calcio italiano, di ruolo centrocampista.
Giocava nel ruolo di mediano.

## Carriera
Fino alla stagione 1958-1959 giocò per il Fano. Fu quindi acquistato dalla Fiorentina, con cui vinse nel 1961 la Coppa Italia e la Coppa delle Coppe.
In estate passò al Catania dove disputò due stagioni, ritornando in seguito ai viola. A Firenze giocò per altri due stagioni fino al torneo 1964-1965, arrivando in quest'annata in finale di Coppa Mitropa, inoltre perse anche la finale di Coppa Italia 1959-1960. Passò poi alla Roma, restandovi un campionato.
In carriera ha totalizzato complessivamente 151 presenze e 7 reti in Serie A.
Ha smesso con il calcio giocato a 29 anni, dedicandosi poi al ruolo di allenatore svolto fino intorno agli anni ottanta.

## Palmarès

### Competizioni nazionali
- Coppa Italia: 1

Fiorentina: 1960-1961

### Competizioni internazionali
- Coppa delle Coppe: 1

Fiorentina: 1960-1961
- Coppa dell'Amicizia italo-francese: 1

Fiorentina: 1960
- Coppa delle Alpi: 1

Fiorentina: 1961